# Петар Бишкуп Вено
Петар Бишкуп — Вено (Подгорци, код Бјеловара, 4. април 1918 — Пчелић, код Вировитице, 27. април 1945) био је учесник Народноослободилачке борбе, потпуковник ЈА и народни херој Југославије.

## Биографија
Рођен је 4. априла 1918. године у селу Подгорци, код Бјеловара. После завршетка основне школе, у родном месту, отишао је на учење молерског заната у Бјеловар. За време учења заната, дошао је у додир с радничким покретом. После одласка на даље школовање у Загреб, постао је члан УРС-ових синдиката, а 1937. године примљен је у чланство Комунистичке партије Југославије (КПЈ).
Године 1940. позван је на одслужење војног рока. У војсци га је затекао Априлски рат и капитулација Југословенске војске. После капитулације и стварања усташке Независне Државе Хрватске (НДХ), као ратни заобљеник, мобилисан је у Домобранство НДХ. После краће службе у домобранима, када се сусрео са усташким злочинима, побегао је из службе и вратио се у Загреб.
По доласку у окупирани Загреб, повезао се са члановима КПЈ и СКОЈ-а, као и другим антифашистима, и активно учествовао у саботажама, диверзијама и другим акцијама усмереним против немачког окупатора и усташког режима. Био је учесник паљења стадиона на загребачкој периферији у Сесветама. После ове акције, с групом радника и студената отишао је у партизане.
Најпре су се налазили у околини Загреба, а после једног већег сукоба с усташама, морали су се повући ка Калнику и Билогори. По доласку на Билогору примио је дужност политичког комесара Билогорске партизанске чете и учествовао је у многим борбама. Почетком 1942. године, пребачен је Славонију, где је преузео функцију политичког комесара батаљона у Шеснаестој омладинској ударној бригади „Јожа Влаховић“. Крајем 1943. године постављен је за политичког комесара, а нешто касније и за команданта Осамнаесте славонске бригаде.
Током 1944. године, пребачен је из Славоније у Загребачку област и ту примио дужност команданта 32. загорске дивизије Десетог загребачког корпуса. У току завршних операција за ослобођење земље, његова јединица се борила против комбинованих немачко-усташких јединица. Приликом обиласка положаја дивизије, 27. априла 1945. године, код села Пчелића, између Вировитице и Подравске Слатине, погођен је из непријатељског снајпера у груди. Одмах потом је преминуо на путу ка болници. У тренутку смрти, имао је чин потпуковника Југословенске армије (ЈА).
Сахрањен је у Подравској Слатини, а посмртни говор на сахрани одржао му је генерал-лајтнант Коста Нађ, командант Треће армије ЈА. Његов гроб је касније премештен на Старо гробље у Бјеловару.
Указом Президијума Народне скупштине Федеративне Народне Републике Југославије, 14. децембра 1949. године, проглашен је за народног хероја Југославије.